# Chalky Wright
Chalky Wright (* 1. Februar 1912 in Los Angeles, Kalifornien USA; † 12. August 1957) war ein US-amerikanischer Boxer im Federgewicht.

## Profi
Am 11. September 1941 trat er gegen seinen Landsmann Joey Archibald um den Weltmeistertitel des Verbandes NBA an und besiegte ihn in einem auf 15 Runden angesetzten Gefecht durch technischen K. o. in Runde 11. Diesen Titel verteidigte er gegen Harry Jeffra und Lulu Costantino. Am 20. November 1942 verlor er ihn an Willie Pep.
Im Jahre 1997 fand Wright Aufnahme in die International Boxing Hall of Fame. Zudem wurde er im Jahre 2003 vom Ring Magazine in die Liste der 100 besten Puncher aller Zeiten aufgenommen und kam auf den 95. Platz.